# Hydatophylax grammicus
Hydatophylax grammicus är en nattsländeart som först beskrevs av Mclachlan 1880.  Hydatophylax grammicus ingår i släktet Hydatophylax och familjen husmasknattsländor. Utöver nominatformen finns också underarten H. g. unicolor.